# LEGO Mindstorms
LEGO Mindstorms Education EV3 é uma linha de brinquedo tecnológico LEGO Education, do grupo LEGO criado por Seymour Papert, lançada comercialmente em 1998, voltada para a educação tecnológica e, o desenvolvimento criativo e crítico infanto-juvenil, usando o sistema de aprendizado tecnológico STEM (ciências, tecnologia, engenharia e matemática).

## História
O produto LEGO Mindstorms é resultado de uma parceria de mais de uma década entre o Media Lab do Instituto de Tecnologia de Massachusetts (MIT) e o grupo LEGO. Este é constituído por um conjunto de peças da linha tradicional (tijolos cheios, placas, rodas) e da linha LEGO Technic (tijolos vazados, motores, eixos, engrenagens, polias e correntes), acrescido de sensores de toque, de intensidade luminosa e de temperatura, controlados por um processador programável, o módulo RCX (Robotic Command Explorer).
O projeto foi originalmente inspirado por Seymour Papert, um dos fundadores do MIT, autor, na década de 1980, da obra "Mindstorms: Children, Computers and Powerful Ideas", onde apresentava as suas ideias de como os computadores iriam auxiliar o desenvolvimento intelectual de crianças e jovens.
O conjunto permite criar robôs simples, passíveis de executar funções básicas pré-programadas.
O módulo RCX processa comandos pré-programados em um computador, através de softwares específicos, como o RoboLAB (na versão educativa) ou o Robotics Invention System (na versão comercial), permitindo a interação da estrutura construída com o ambiente no qual se inscreve. O conjunto é fornecido com uma torre baseada em tecnologia de raios infravermelhos, que pode ser conectada a um computador pessoal de duas formas, através da porta USB ou através da porta serial.
Em agosto de 2006, a LEGO lançou comercialmente a versão Mindstorms NXT, e depois em janeiro de 2013 foi lançada a versão mais avançada Mindstorms EV3.
- LEGO Mindstorms RCX:[2]
  - 1998 – Robotics Invention System
  - 1998 – Education Set
  - 1999 – Robotics Invention System 1.5
  - 2001 – Robotics Invention System 2.0
- LEGO Mindstorms NXT:[2]
  - 2006 – LEGO MINDSTORMS NXT Education Set (9797)
  - 2006 – LEGO MINDSTORMS NXT (8527)
  - 2009 – LEGO MINDSTORMS NXT 2.0 (8547)
- LEGO Mindstorms EV3:[2]
  - 2013 – LEGO MINDSTORMS EV3 (31313)
  - 2013 – LEGO MINDSTORMS Education EV3 Core Set (45544)

## Uso pedagógico
Estes conjuntos são utilizados, para além da função lúdica, com função didática em instituições de ensino tecnológico abordando a teoria e a prática de conteúdos direcionados para a introdução à robótica, permitindo o desenvolvimentos de projetos de pequeno e médio porte, estimulando a criatividade e a solução de problemas do quotidiano por parte dos alunos.
O sistema LEGO Mindstorms para escolas consiste em três partes:
- Conjuntos de construção
- Software educativo RoboLAB
- Esquemas (diagramas) de trabalho

Cada parte é comercializada separadamente, permitindo a cada escola/educador selecionar uma solução apropriada para as suas necessidades.

## Composição
Baseado em uma tecnologia robótica de fácil uso, este é formado por:
- Blocos de construção LEGO;
- Bloco principal EV3, um computador compacto programável, que controla os motores e coleta informações dos sensores através do software de programação e registro de dados;
- Motores e 5 Sensores (giroscópio, ultrassônico, cor e, dois de toque);
- Software de registro de dados e programação, baseado em ícones, disponível para iPads, Android e, Chromebooks;
- Pacotes com projetos prontos para aplicação com os alunos, incluindo atividades de resolução de problemas com várias soluções possíveis;
- e-Learning para professores (em inglês) com mais de 100 vídeo-aulas, do nível básico ao avançado.